# خانه محمد شهریاری
خانه محمد شهریاری مربوط به دوره پهلوی اول است و در رفسنجان، میدان انقلاب، کوچه شماره۸ واقع شده و این اثر در تاریخ ۲۴ اسفند ۱۳۸۳ با شمارهٔ ثبت ۱۱۳۸۵ به‌عنوان یکی از آثار ملی ایران به ثبت رسیده است.